# Stictopisthus tenuigaster
Stictopisthus tenuigaster là một loài tò vò trong họ Ichneumonidae.